# Тортора
Тортора је насеље у Италији у округу Козенца, региону Калабрија.
Према процени из 2011. у насељу је живело 507 становника. Насеље се налази на надморској висини од 292 м.